# 小出義雄
小出 義雄（こいで よしお、1939年4月15日 - 2019年4月24日）は、陸上競技の元選手。佐倉アスリート倶楽部代表取締役。マラソン・中長距離選手の指導者。順天堂大学客員教授。千葉県佐倉市出身。

## 概要
大きなサングラスが特徴で、小出正子は実子。高橋健一は婿にあたる。

## 来歴
千葉県立山武農業高等学校卒業後、家業の農業に従事していたが、陸上競技への思いを断ち難く出奔。小出の語るところによると、「電話工事のアルバイトや工事現場の作業員をやりながら食いつなぎ、昭和高圧（現在の高圧昭和ボンベ）駅伝部で競技を続けた」後に苦学の末、22歳で順天堂大学体育学部に入学。箱根駅伝に3年連続出場（1年時の第38回は5区区間10位、2年時の第39回は8区区間3位、3年時の第40回は8区区間5位）。
1965年に順天堂大学を卒業後、体育科・保健体育科教員となり千葉県の公立高校教員に勤務。千葉県立長生高等学校、千葉県立佐倉高等学校、船橋市立船橋高等学校で教鞭を取り、鈴木秀夫、仲村明、河合美香、鈴木博美らを育てた。
佐倉高校時代の教え子に野木丈司がいる。鈴木大地も小出の市立船橋高校時代の教え子であり、小出の順天堂大学の後輩にあたる。
- 1986年、第37回全国高等学校駅伝競走大会（男子）で市立船橋高校を優勝に導く（2時間6分30秒、当時高校最高記録）。
- 1988年、教職を辞してリクルート・ランニングクラブ監督に就任。
- 1997年、リクルート部内の確執から積水化学工業に移籍し、女子陸上競技部監督に就任。
- 2001年6月に佐倉アスリート倶楽部 (SAC) を設立し、代表取締役兼現場監督に就任。
- 2002年12月、積水化学を退社し、SACに専念。
- 2019年3月31日、SACと実業団ユニバーサルエンターテインメントとの指導委託契約が満了することに伴い、指導者業から勇退[5]。
- 2019年4月24日8時5分、肺炎のため順天堂大学医学部附属浦安病院で没[5][6][7]。80歳だった[8]。

## 陸上指導者として

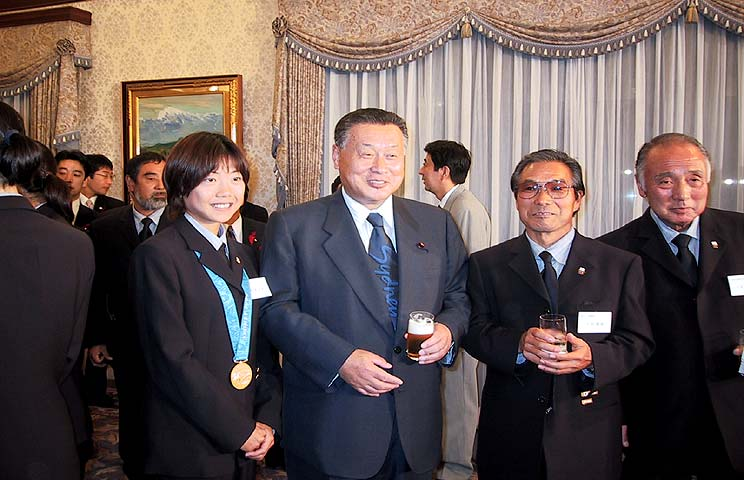
2000年、（左から）高橋尚子、森喜朗、小出義雄、八木祐四郎

小出は日本の陸上競技指導者としては早い時点で女性の長距離種目への適性を評価し、その対策を研究した。有望な選手を探す中、中学時代の増田明美に目を付けたが、わずかな差で成田高等学校の瀧田詔生に先を越され、指導の機会を逃したこともある。その後、佐倉高校で倉橋尚美を長距離選手として育て、増田が初マラソンで日本最高を記録した1982年2月の光町マラソンに倉橋を出走させて増田に次ぐ2位（記録は当時日本歴代2位）でゴールさせている。
「ほめて育てる」という選手育成方法が知られている。ただし、小出本人はほめるだけでなく叱る、アドバイスや注意をするといったことも組み合わせ、相手の個性に合わせて指導することが大事であるとインタビューで語っている。 監督がゴールにいてあげるべき時は選手が勝った時ではなく、負けた時に「おまえが悪いんじゃない、監督が悪いんだ。」と慰めるためだ、と語っている。
小出の指導者としての最後の大会になったのは、2019年3月10日の名古屋ウィメンズマラソンであるが、その会場で偶然にも自らが育成した有森裕子、鈴木博美、高橋尚子らもいたため、皆で写真を撮ったのが最後になったと小出の愛弟子の有森が語っている。

## 人物

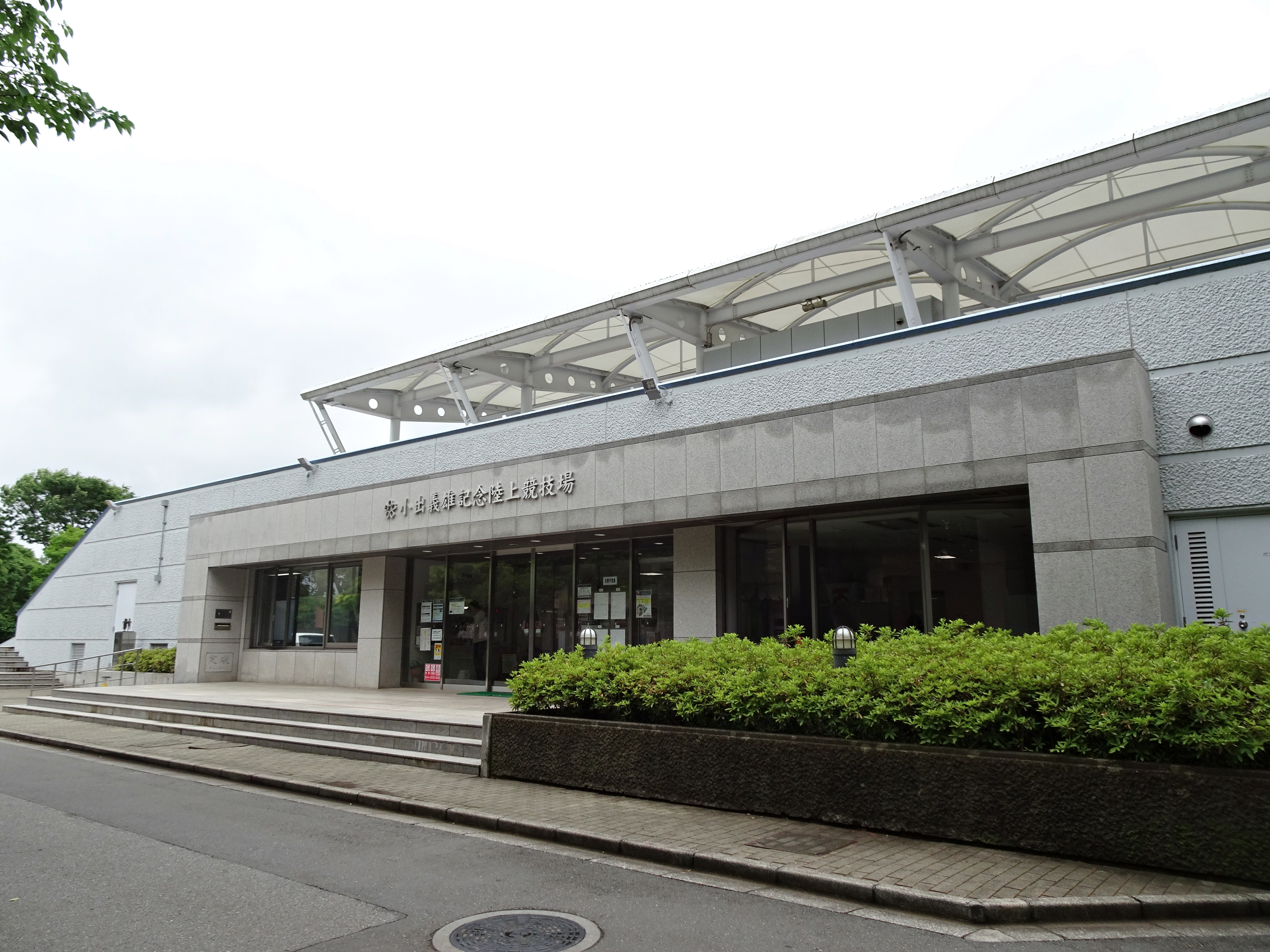
小出義雄記念陸上競技場

豪放磊落な性格で、酒好きである。インタビューの度に顔が赤くなっているのは酒を飲んでいるからだとか、小出の教え子の高橋尚子がシドニーオリンピックで金メダルを取った時に途中の様子を見て「これは勝てる」と思ったため、祝杯と称して酒を大量に飲んでゴール地点や祝勝会に参加できなかった等、酒にまつわる話に事欠かない。2001年には、サンクスから「小出監督のおつまみセット」が発売された。
妻とは長生高校勤務時、陸上部の生徒と部活顧問という関係であった。
高橋と共にマラソン選手を育成するゲームの開発にも携わった。
スポーツニッポンに勝手に名前を使われ、サッカー日本代表の2010年ワールドカップのトレーニングが無駄だと言ったと報道された。しかし、小出も関係者からそれを聞き自身のホームページでそれを否定した後、そのトレーニングが高山順化には最適であると太鼓判を押し、スポニチの身勝手な創作報道で岡田武史が気を悪くしていないかと心配した。
小出の没後、故郷でもある佐倉市が小出のその功績を讃えて岩名運動公園陸上競技場を『小出義雄記念陸上競技場』と改称することを決定し、2020年2月15日に命名除幕式が執り行われた。

## 現役時代の記録
マラソン
- 1963年関東インカレ 2時間35分21秒（3位）
- 1964年関東インカレ 2時間28分21秒（4位）
- 1966年別府大分毎日マラソン 2時間26分46秒（46位）

箱根駅伝区間成績
- 第38回（1962年）5区　1時間36分08秒（区間10位）
- 第39回（1963年）8区　1時間10分17秒（区間3位）
- 第40回（1964年）8区　1時間05分57秒（区間5位）

## 佐倉アスリート倶楽部
佐倉アスリート倶楽部株式会社（SAC、さくらアスリートくらぶ）は、小出が設立したスポーツクラブ。及び、スポーツ育成団体。
マラソン・中距離選手を指導する部門を「佐倉アスリート倶楽部」、ジュニア選手を指導する「小出道場」（こいでどうじょう）に分ける。

### 育成選手
現在、ユニバーサルエンターテインメント（旧：アルゼ）・豊田自動織機所属の選手に指導育成を行う。育成に卓越した手腕を発揮し多くの選手を育成した。

## 著書
- 『かけっこの職人芸 小出義雄が走を語る』（石井信(構成)、ランナーズ、1989/7、ISBN 978-4947537294）
- 『小出監督の女性を活かす「人育て術」』（二見書房、1998/4、ISBN 978-4576980638）
- 『マラソンでたらめ理論』（ベースボール・マガジン社、1998/11、ISBN 978-4583035604）
- 『夢を力に!』（ザマサダ、2000/6、ISBN 978-4883970599）
- 『君ならできる』　（幻冬舎、2000/9、ISBN 978-4344000223）
- 『高橋尚子 金メダルへの絆』（日本文芸社、2000/10、ISBN 978-4537250152）
- 『Qちゃん金メダルをありがとう』（扶桑社、2001/10、ISBN 978-4594032944）
- 『知識ゼロからのジョギング&マラソン入門』（幻冬舎、2002/1、ISBN 978-4344900271）
- 『本当の生きる力をつける本』（中谷彰宏(共著)、幻冬舎、2002/6、ISBN 978-4344900325）
- 『君ならできる(幻冬舎文庫)』（幻冬舎、2004/7、2000/9の版を文庫本化、ISBN 978-4344405370）
- 『へこたれるもんかい』（幻冬舎、2004/7、ISBN 978-4344006423）
- 『知識ゼロからのウォーキング入門』（幻冬舎、2008/9、ISBN 978-4344901292）
- 『育成力』（中央公論新社、2009/3、ISBN 978-4121503114）
- 『愛のコムスメ操縦術 彼女たちをやる気にさせる方法』（集英社、2009/6、ISBN 978-4087805277）
- 『マラソンは毎日走っても完走できない　「ゆっくり」「速く」「長く」で目指す42.195キロ』（角川・エス・エス・コミュニケーションズ、2009/11、ISBN 978-4047315068）
- 『君の眠っている力を引き出す35の言葉』（すばる舎、2012/7、ISBN 978-4799101612）
- 『30キロ過ぎで一番速く走るマラソン サブ4・サブ3を達成する練習法』（角川・エス・エス・コミュニケーションズ、2013/11、ISBN 978-4047316263）
- 『小出ランニングアカデミー』（中日新聞社、2013/2、ISBN 978-4806206507）
- 『小出義雄のマラソンの強化書』（KADOKAWA、2015/11、ISBN 978-4047319882）
- 『ゴールへ駆けたガキ大将 女子マラソンに賭けた夢』（東京新聞出版局、2016/2、ISBN 978-4808310097）
- 『知識ゼロからのフルマラソン入門』（幻冬舎、2016/6、ISBN 978-4344903142）

## 関連書籍・DVD
- 『カントク　オリンピック女子マラソンランナーを育てた男たち』（奥田益也(著)、家の光協会、1996/7、第1章 に『踵に翼を　有森裕子と小出義雄総監督』を掲載、ISBN 978-4259544980）
- 『爆走!小出家の人々 夫の夢の支え方、妻への愛のそそぎ方』（小出啓子(著)、現代書林、2001/9、夫人による著作、ISBN 978-4774503585）
- 『小出義雄 夢に駈ける　(小学館文庫)』（満薗文博(著)、小学館、2001/12、ISBN 978-4094080063）
- 『Happy Running　たのしく歩く・走る「コツ」教えます (DVD)』（小出義雄(監修)、Victor Entertainment,Inc.、2008/1）
- 『小出ランニングアカデミー』（小出義雄(監修)、佐倉アスリート倶楽部･中日スポーツ(編集)、中日新聞社、2013/2、ISBN 978-4806206507）

## ゲーム
- 高橋尚子のマラソンしようよ!（PlayStation 2用ソフト、タイトー、2003年11月13日発売）　全面協力